# Lijst van spelers van Karlsruher SC
Deze lijst omvat voetballers die bij de Duitse voetbalclub Karlsruher SC spelen of gespeeld hebben. De spelers zijn alfabetisch gerangschikt.

## A
- Ernst Abbé
- Rolf Ackermann
- Christian Adam
- Eddi Adamkiewicz
- Daniel Addo
- Werner Adler
- Godfried Aduobe
- Serhat Akin
- Moudachirou Amadou
- Marc Arnold
- Benjamin Auer

## B
- Andreas Backmann
- Markus Bähr
- Herbert Baier
- Vanco Balevski
- Ralph Bany
- Benjamin Barg
- Jens Bäumer
- Walter Baureis
- Heinz Beck
- Bastian Becker
- Edmund Becker
- Gerd Becker
- Peter Becker
- Ralf Becker
- Wolfgang Becker
- Martin Beer
- Helmut Behr
- Arthur Beier
- Refet Bekir
- Manfred Bender
- Richard Benigno
- Karl Berger
- Horst-Dieter Berking
- Christopher Bieber
- Slaven Bilić
- Herbert Binkert
- Carsten Birk
- Ove Flindt Bjerg
- Michael Blum
- Mike Bodenstein
- Jens Boehnke
- Srećko Bogdan
- Wolfgang Böhni
- Gerhard Bold
- Heiko Bonan
- Karl-Heinz Böttcher
- Hans-Jürgen Boysen
- Martin Braun
- Hermann Bredenfeld
- Guido Buchwald
- Stefan Buck
- Delron Buckley
- Uwe Bühler
- Georg Bürklen
- Gerhard Busch
- .Koen van der Biezen

## C
- Eberhard Carl
- Bradley Carnell
- Alessandro Caruso
- Conor Casey
- Stefano Celozzi
- Aydin Çetin
- Macauley Chrisantus
- Hans Cieslarczyk
- Heinz Crawatzo
- Andrei Cristea
- Pal Csernai
- Günther Cuntz
- Matthias Cuntz

## D
- Gerd Dais
- Herbert Dannenmeier
- Patrick De Napoli
- Christian Demirtas
- Minor Diaz
- Florian Dick
- Karl-Heinz Diemand
- Wilhelm Dimmel
- Uwe Dittus
- Arthur Dobat
- Rolf Dohmen
- Dino Drpić
- Patrick Dulleck
- Sean Dundee
- Willi Dürrschnabel

## E
- Erik Edman
- Mario Eggimann
- Eugen Ehmann
- Thorsten Ehmann
- Christian Eichner
- Sven Eller
- Marco Engelhardt
- Timur Eroglu
- Stefan Ertl
- Carlo Espinosa

## F
- Martin Fabuš
- Christian Fährmann
- Alexander Famulla
- Reinhold Fanz
- Giovanni Federico
- Dirk Fengler
- Anton Fink
- Thorsten Fink
- Adolf Firnrohr
- Martin Fischer
- Max Fischer
- Rudi Fischer
- Sebastian Fischer
- Christian Flindt-Bjerg
- Günter Franusch
- Maik Franz
- Sebastian Freis
- Clemens Fritz
- Matthias Fritz
- Danny Fuchs
- Günther Fuchs
- Jörg Fuchslocher
- Bernd Fuhr

## G
- Peter Gadinger
- Bashiru Gambo
- Siegfried Geesmann
- Markus Gehrig
- Holger Gehrke
- Otto Geisert
- Geovani Silva
- Radoslaw Gilewicz
- Udo Glaser
- Arno Glesius
- Oliver Glöden
- Achim Glückler
- Andreas Görlitz
- Walter Götz
- Daniel Graf
- Lars Granström
- Marco Grimm
- Rainer Grobs
- Pascal Groß
- Stefan Groß
- Rolf-Christel Guié-Mien
- Emanuel Günther
- Peter Gutzeit

## H
- Patrick Haag
- Timo Haas
- Charles Haffner
- Max Hagmayr
- Tamás Hajnal
- Robert Hanko
- Michael Harforth
- Harry Hartung
- Christian Hassa
- Thomas Häßler
- Hans Haunstein
- Gerard Hausser
- Fabrizio Hayer
- Robert Heger
- Herbert Heider
- Joachim Heinke
- Werner Heinzen
- Philip Heise
- Jochen Heisig
- Gerhard Helm
- Thomas Hengen
- Rouwen Hennings
- Johann Herberger
- Helmut Hermann
- Günther Herrmann
- Michael Hertwig
- Werner Hesse
- Thomas Hillenbrand
- Moritz Hoeft
- Erhard Hofeditz
- Uwe Höfer
- Bernd Hoffmann
- Jochen Hörner
- Werner Hösl
- Horst Hotz
- Manfred Hotz
- Martin Hudec

## I
- Aleksander Iasjvili
- Abdul Iyodo

## J
- Norbert Janzon
- Klaus-Peter Jendrosch
- Simon Jentzsch
- Patrik Jezek
- Hermann Jöckel
- Darko Jozinovic
- Gustav Jung
- Martin Jung
- Peter Jung
- Horst Jungmann

## K
- Helmut Kafka
- Axel Kahn
- Oliver Kahn
- Rolf Kahn
- Jürgen Kalb
- Mamadou Kante
- Edmond Kapllani
- Rudi Kargus
- Ernst Karth
- Mladen Kašćelan
- Frank Kastner
- Jiří Kaufman
- Andreas Keim
- Joachim Keller
- Marc Keller
- Joshua Kennedy
- Gerhard Kentschke
- Timo Kern
- Siegfried Kessler
- Marc Kienle
- Thomas Kies
- Sergey Kiryakov
- Dieter Klaußner
- Gerhard Kleppinger
- Ewald Kling
- Dirk Klinge
- Erich Knobloch
- Adrian Knup
- Konrad Koffler
- Hermann Kohlenbrenner
- Spitz Kohn
- Dubravko Kolinger
- Gerd Komorowski
- Rigo Konrad
- Thomas Konrad
- Jean-François Kornetzky
- Peter Koßmann
- Torsten Kracht
- Raphael Krauß
- Raimund Krauth
- Gaetan Krebs
- Oliver Kreuzer
- Rainer Krieg
- Christian Kritzer
- Martin Kübler
- Oktay Kuday
- Oskar Kühn
- Jenner Külbag
- Michael Künast
- Ernst Kunkel
- Edmund Kunkelmann

## L
- Bruno Labbadia
- Carsten Lakies
- Hans-Peter Lamparth
- Nathaniel Lamptey
- Matthias Langkamp
- Sebastian Langkamp
- Herbert Layh
- Miladin Lazic
- Hermann Leibold
- Marcel Löbich
- Joachim Löw
- Matthias Lust
- Karl-Heinz Lutz

## M
- Jan Maag
- Hartmann Madl
- Ben Manga Evenarig
- Marcus Mann
- Jan Männer
- Marco Manske
- Tomislav Maric
- Martín Vázquez
- Josef Marx
- Ioannis Masmanidis
- Marvin Matip
- Klaus Matischak
- Reiner Maurer
- Stefan Mees
- Jonas Meffert
- Marcel Mehlem
- Dieter Meinzer
- Stefan Meissner
- Gabriel Melkam
- Innocent Melkam
- Michael Merx
- Gunther Metz
- Erwin Metzger
- Otto Michaelis
- Markus Miller
- Borisa Mitrovic
- Aleksandar Mladenov
- Srdjan Mladinic
- Michael Molata
- Mathias Moritz
- Christian Müller
- Stefan Müller
- Michael Mutzel

## N
- Dumitru Nadu
- Vitus Nagorny
- Günter Nauheimer
- Reinhold Nedoschil
- Robert Neumaier
- Peter Neustädter
- Christopher Nguyen
- Kristian Nicht
- Kurt Niedermayer
- Wilhelm Noe
- Jens Nowotny
- Alex Nyarko

## O
- Emil Oberle
- Denis Omerbegovic
- Sanibal Orahovac
- Kai Oswald
- Abderrahim Ouakili

## P
- Jens Paeslack
- Rüdiger Patzschke
- Manfred Paul
- Miran Pavlin
- Werner Pfitzner
- Milorad Pilipovic
- Milorad Popovic
- Massimilian Porcello
- Matthias Predojevic

## R
- Bernhard Raab
- Ionuț Rada
- Jürgen Radau
- Marc Rapp
- Marcel Rapp
- Walter Rauh
- David Regis
- Burkhard Reich
- Peter Reichert
- Manfred Reiner
- Christopher Reinhard
- Georg Reiser
- Otto Reiser
- Willy Reitgaßl
- Claus Reitmaier
- Daniel Reule
- Stefan Rieß
- Willi Rihm
- Thomas Ritter
- Luis Robles
- Ernst Röhrig
- Wolfgang Rolff
- Mark Römer
- Jochen Roos
- Dieter Röser
- Dietmar Roth
- Werner Roth
- Carsten Rothenbach
- Ferenc Rott
- Helmut Rühle
- Lukas Rupp
- Heinz Ruppenstein
- Teodor Rus
- Jürgen Rynio

## S
- Ivan Saenko
- Mahir Saglik
- Horst Saida
- Javier Martín Sánchez
- Andreas Schäfer
- Winfried Schäfer
- Ewald Schäffner
- Rainer Scharinger
- Gunther Schepens
- David Scheu
- Fabian Schleusener
- Lars Schmedes
- Jürgen Schmidt
- Lars Schmidt
- Edgar Schmitt
- Heinz Schmitt
- Ralf Schmitt
- Heinz Schneider
- Mehmet Scholl
- Ole Schröder
- Heinz Schrodt
- Markus Schroth
- Wolfgang Schüler
- Dirk Schuster
- Rainer Schütterle
- Max Schwall
- Danny Schwarz
- Walter Schwarz
- Karl Schweinshaut
- Tim Sebastian
- Holger Seitz
- Dragoslav Sekularac
- Douglas Sequeira
- Valeriy Shmarov
- Gerhard Siedl
- Tilman Sieverling
- Vragel da Silva
- Adriano José da Silva
- Antonio da Silva
- Daniel Simmes
- Thomas Sjöberg
- Pero Skoric
- Klaus Slatina
- Kurt Sommerlatt
- Theo Sommerlatt
- Bakary Soumaré
- Elia Soriano
- Friedel Späth
- Michael Spies
- Timo Staffeldt
- Siegfried Stark
- Michael Sternkopf
- Lars Stindl
- Martin Stoll
- Guido Streichsbier
- Lutz Streitenbürger
- Friedhelm Strelczyk
- Hans Strittmatter
- Karl-Heinz Struth
- Christian Stumpf
- Reinhard Stumpf
- Thomas Süss
- Marin Šverko
- Walter Szaule
- Horst Szymaniak

## T
- Igli Tare
- Michael Tarnat
- Niklas Tarvajärvi
- Bernhard Termath
- Marco Terrazzino
- Klaus Theiss
- Joachim Thimm
- Christian Timm
- Wolfgang Trapp
- Bernhard Trares
- Oswald Traub
- Sascha Traut
- Heinz Trenkel
- Wilfried Trenkel
- Oliver Tuzyna

## U
- Rainer Ulrich
- Thomas Unger
- Telat Üzüm

## V
- Roland Vogel
- Andreas Voglsammer

## W
- Thomas Walter
- Günter Walz
- Michael Wäschle
- Thijs Waterink
- Witold Wawrzyczek
- Karl Wegele
- Jürgen Weidlandt
- Andreas Weiner
- Tobias Weis
- Oliver Westerbeek
- Martin Wiesner
- Horst Wild
- Rudi Wimmer
- Stefan Wimmer
- Reinhold Wischnowsky
- Gustav Witlatschil
- Kiliann Witschi
- Michael Wittwer
- Karl-Heinz Wöhrlin
- Pawel Wojtala
- Erich Wolf
- Christian Wück

## Z
- Klaus Zaczyk
- Helmut Zahn
- Michael Zepek
- Andreas Zeyer
- Matthias Zimmermann
- Joe Zinnbauer
- David Zitelli
- Budu Zivzivadze
- Simon Zoller